# The Punisher (série télévisée)
Pour les articles homonymes, voir The Punisher.
Inhumans Runaways
Marvel's The Punisher, ou simplement The Punisher, est une série télévisée américaine en 26 épisodes de 50–58 minutes créée par Steve Lightfoot (en). La diffusion a démarré le 17 novembre 2017 sur le service de vidéo à la demande Netflix.
La série met en scène Frank Castle, alias le Punisher, un justicier qui combat le crime en tuant ses adversaires plutôt que de les livrer à la justice, qui est apparu dans la deuxième saison de la série télévisée Daredevil. Avec Daredevil, Jessica Jones, Luke Cage, Iron Fist et The Defenders, cette série est la sixième déclinaison Marvel pour Netflix.
Faisant partie de l'univers cinématographique Marvel, la série est produite par Marvel Television et ABC Studios.
Cette série, comme les autres productions originales de Netflix, a une sortie simultanée dans tous les pays francophones.
En France, The Punisher est supprimée de la plateforme Netflix le 28 février 2022, après l’acquisition des droits de la série par Disney. La série est de nouveau disponible au streaming légal sur la plateforme Disney+ à partir du 29 juin 2022.

## Synopsis
Hanté par l'assassinat de sa famille, l'ancien Marine Frank Castle devient un justicier connu dans le milieu criminel comme le Punisher, qui vise à venger le meurtre des siens par tous les moyens nécessaires,.

## Distribution

### Acteurs principaux
- Jon Bernthal (VF : Jérôme Pauwels) : Frank Castle / Punisher
- Ben Barnes (VF : Emmanuel Garijo) : Billy Russo / Jigsaw
- Giorgia Whigham (VF : Rebecca Benhamour) : Amy Bendix (saison 2)
- Amber Rose Revah (VF : Jessica Monceau) : Dinah Madani[4]
- Jason R. Moore (en) (VF : Frantz Confiac) : Curtis Hoyle
- Ebon Moss-Bachrach (VF : Thomas Roditi) : David Lieberman / Micro (en) (saison 1)
- Daniel Webber (VF : Oscar Douieb) : Lewis Wilson (saison 1)
- Paul Schulze (VF : Xavier Fagnon) : William Rawlins / Agent Orange (saison 1)
- Jaime Ray Newman (VF : Anne Dolan) : Sarah Lieberman (saison 1)
- Michael Nathanson (en) (VF : Didier Cherbuy) : Sam Stein (saison 1)
- Josh Stewart (VF : Sebastien Desjours) : John Pilgrim (saison 2)
- Floriana Lima (VF : Olivia Luccioni) : Krista Dumont (saison 2)
- Deborah Ann Woll (VF : Noémie Orphelin) : Karen Page (récurrente saison 1, invitée saison 2)

Photos des acteurs principaux
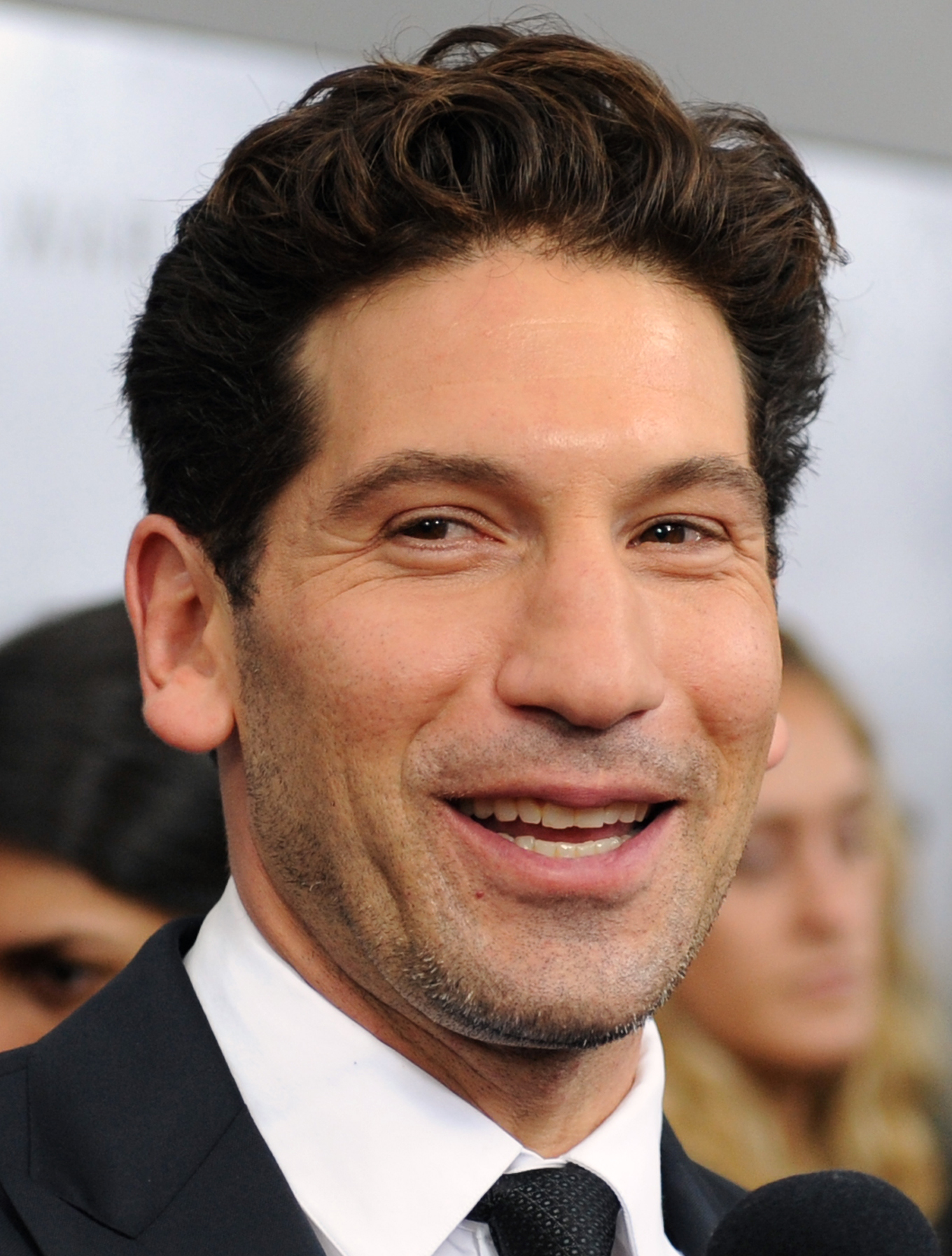
Jon Bernthal interprète Frank Castle / Punisher
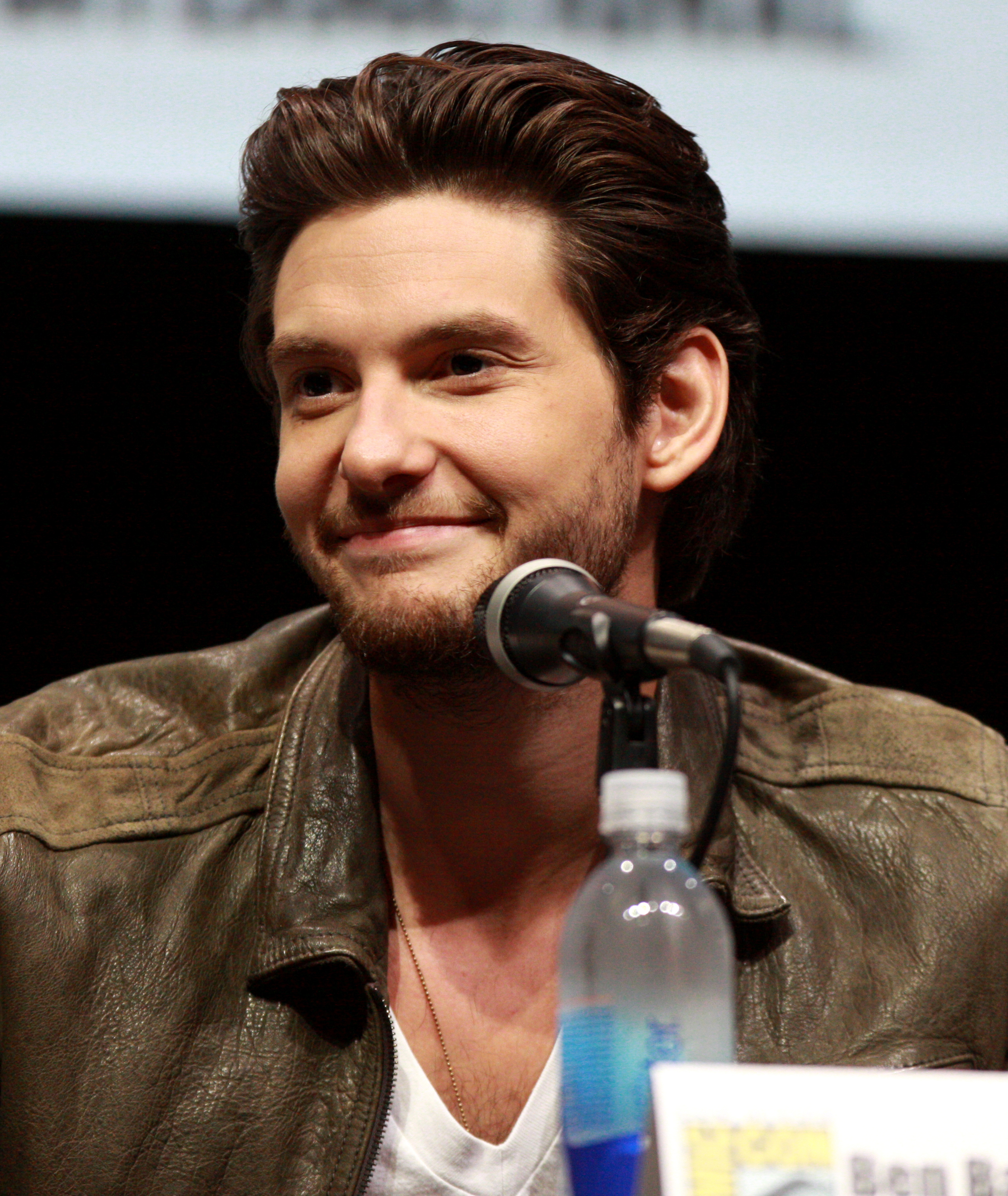
Ben Barnes interprète Billy Russo / Jigsaw
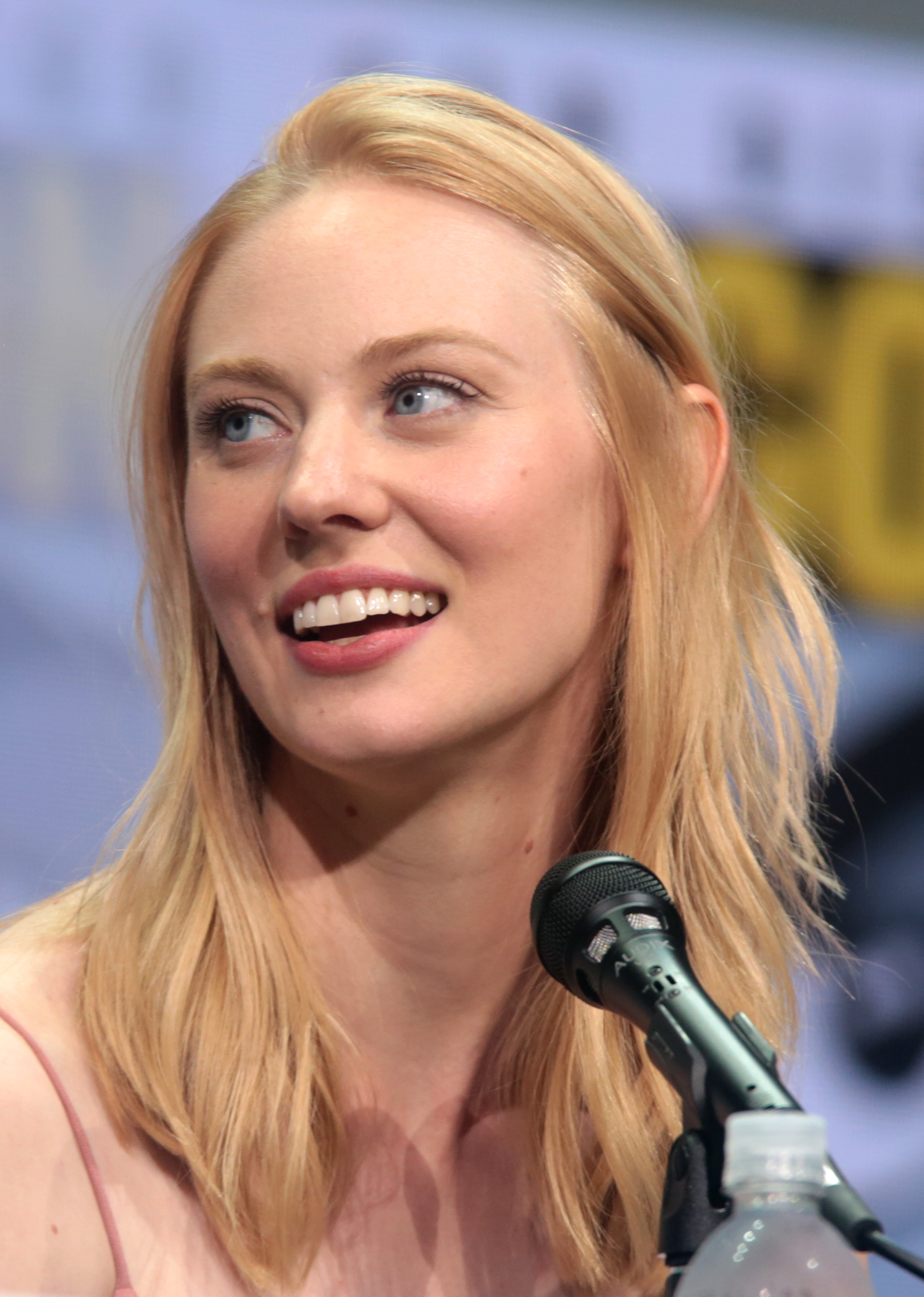
Deborah Ann Woll interprète Karen Page
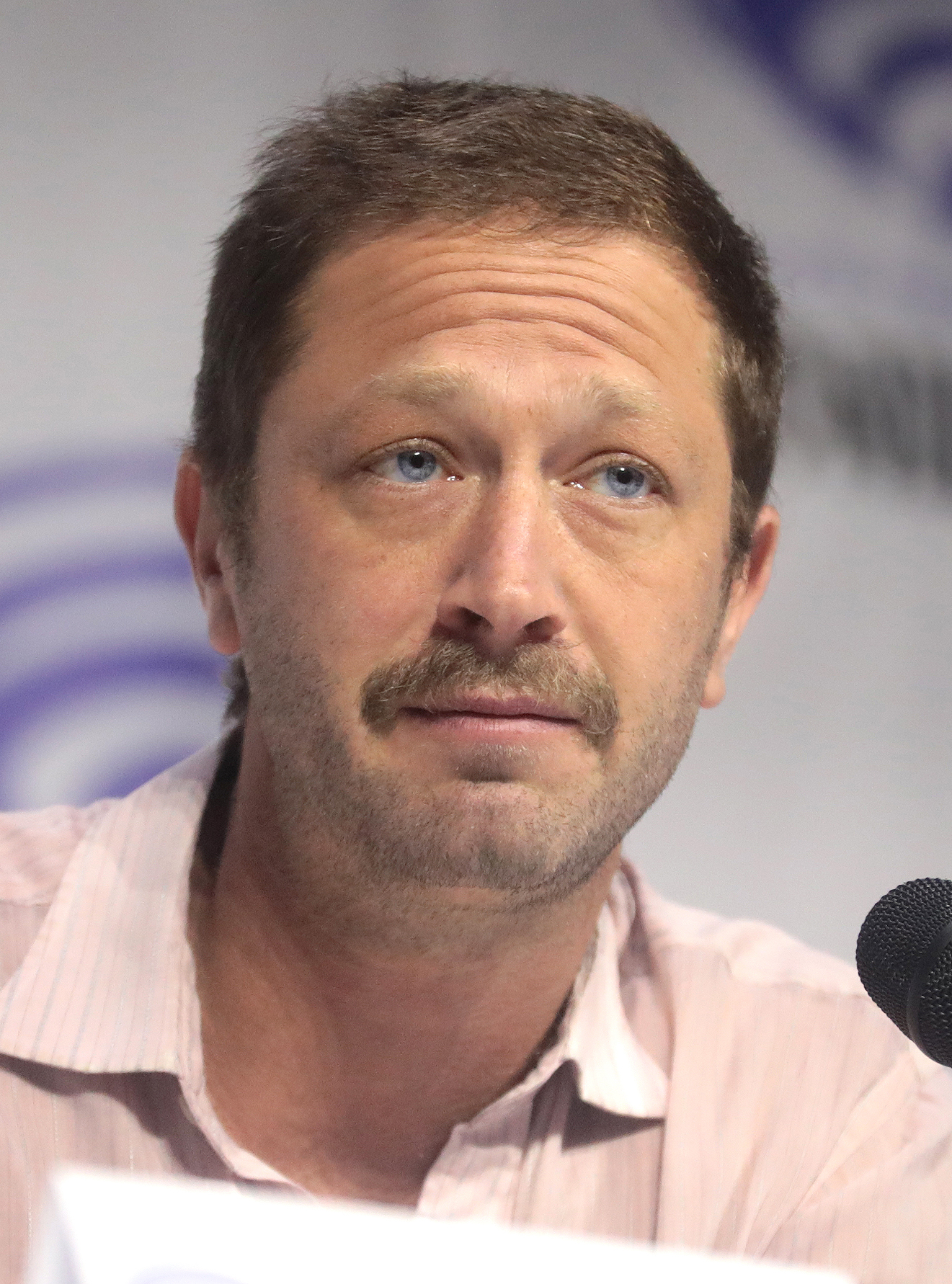
Ebon Moss-Bachrach interprète David Lieberman / Micro
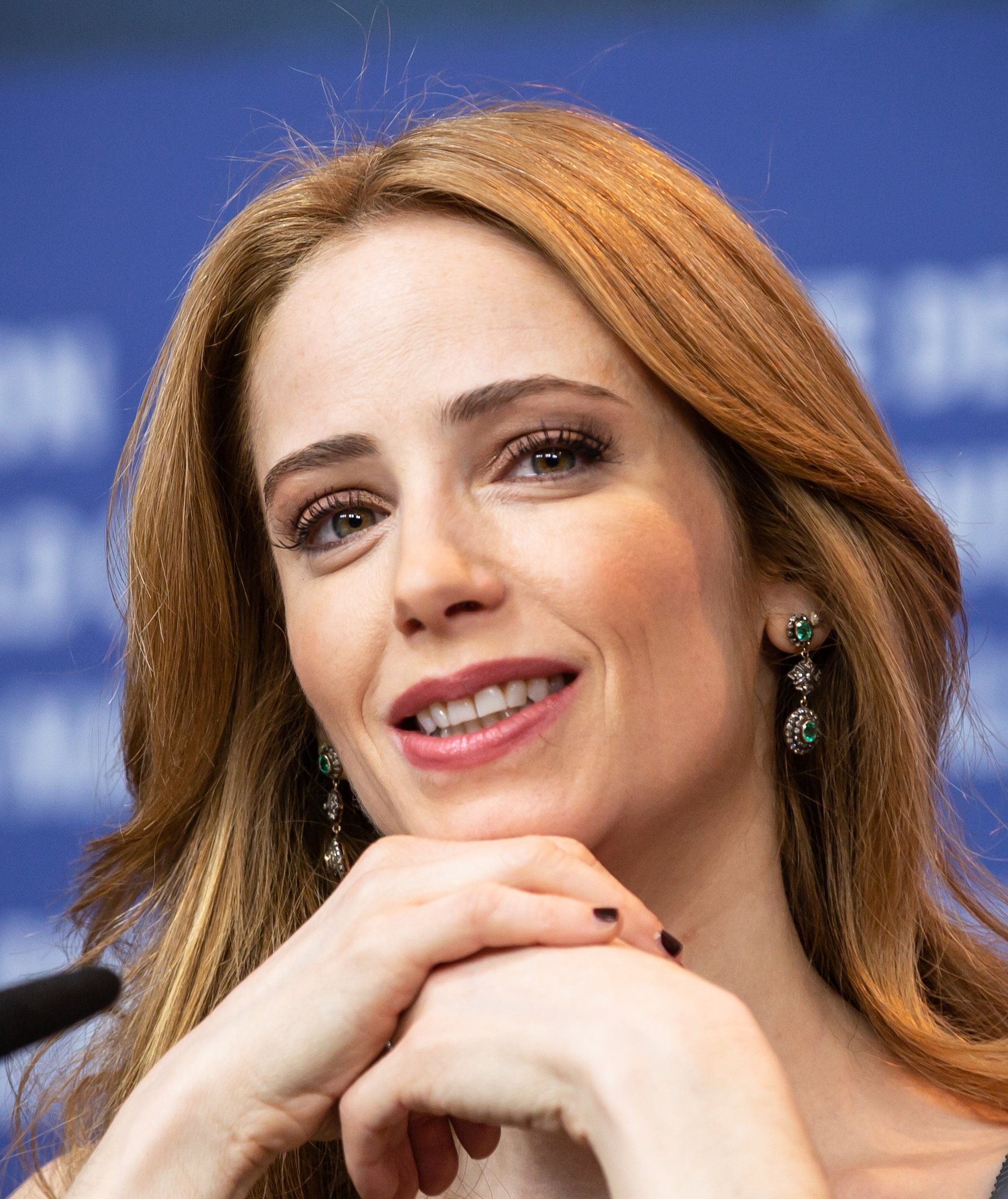
Jaime Ray Newman interprète Sarah Lieberman
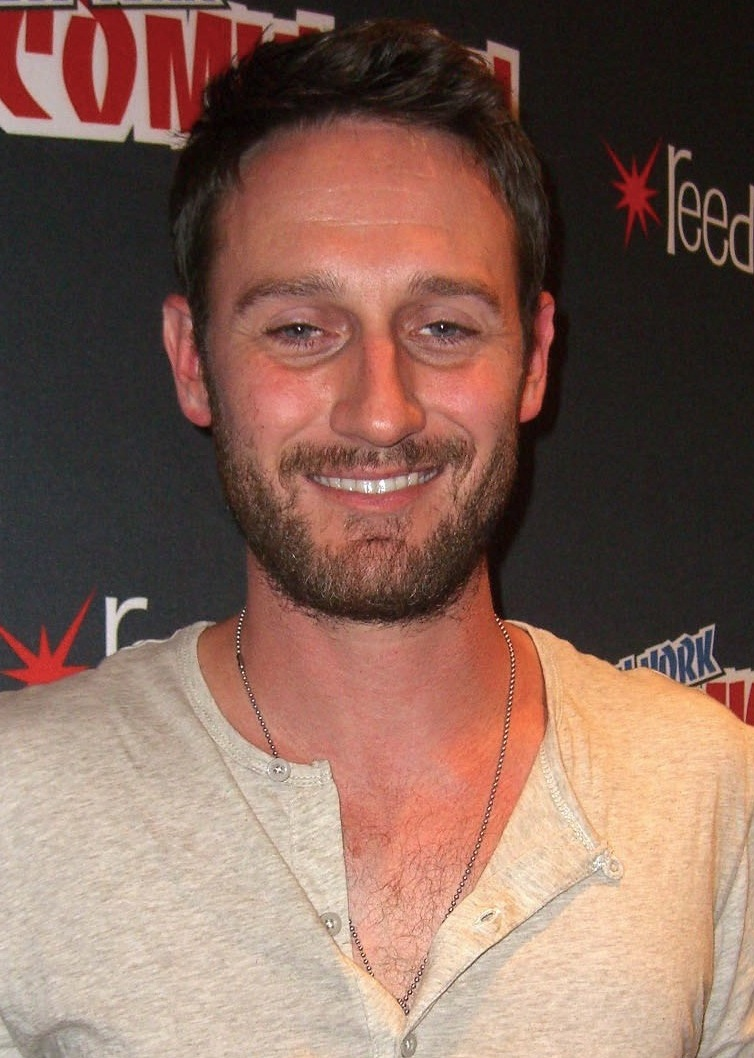
Josh Stewart interprète John Pilgrim

### Acteurs récurrents
- Lucca De Oliveira (VF : Juan Llorca) : Dax
- Shohreh Aghdashloo (VF : Annie Balestra) : Farah Madani, la mère de Dinah
- Mary Elizabeth Mastrantonio (VF : Frédérique Tirmont) : Marion James
- Tony Plana (VF : François Dunoyer) : Rafael Hernandez
- Annette O'Toole (VF : Brigitte Virtudes) : Eliza Schultz (saison 2)
- Corbin Bernsen (VF : Philippe Peythieu) : Anderson Schultz (saison 2) [5]

### Invités venant des autres séries Marvel / Netflix
Daredevil
- Royce Johnson (en) (VF : Mohad Sanou) : Sergent Détective Mahoney (en)
- Rob Morgan : Turk Barrett (en)
- Clancy Brown (VF : Frédéric van den Driessche) : le colonel Ray Schoonover (en) (saison 1, épisode 3)

## Fiche technique
- Titre original et français : Marvel's The Punisher
- Création : Steve Lightfoot (en) d'après la bande dessinée de Gerry Conway, John Romita et Ross Andru
- Réalisation : Tom Shankland, Andy Goddard, Kari Skogland, Dearbhla Walsh, Jeremy Webb, Antonio Campos, Marc Jobst, Jim O'Hanlon, Kevin Hooks, jet Wilkinson et Stephen Surjik
- Scénario : Steve Lightfoot (en), Dario Scardapane, Michael Jones-Morales, Christine Boylan, Bruce Marshall Romans, Felicia D. Henderson, Angela LaManna et Ken Christensen
- Supervision de l'écriture : Angela LaManna et Ken Christensen
- Direction artistique : Scott P. Murphy
- Décors : Matteo De Cosmo et Anne Goelz
- Costumes : Lorraine Z. Calvert
- Photographie : Bill Coleman, Manuel Billeter et Petr Hlinomaz
- Montage : William Yeh, Russell Denove et Tirsa Hackshaw, ACE
- Musique : Tyler Bates
- Casting : Laray Mayfield CSA et Julie Schubert CSA
- Coproducteurs : Paul Gadd, Mark Ambrose, Joseph White et Megan Thomas Bradner
- Producteurs exécutifs : Tom Shankland, Cindy Holland, Allie Goss, Laura Delahaye, Kris Henigman, Alan Fine, Stan Lee, Joe Quesada, Karim Zreik, Jim Chory, Jeph Loeb et Steve Lightfoot
- Producteurs : Gail Barringer, Bruce Marshall Romans, Michael Jones-Morales, Felicia D. Henderson, Christine Boylan, Dario Scardapane
- Sociétés de production : Bohemian Risk, ABC Studios et Marvel Television
- Sociétés de distribution :  Netflix
- Pays d'origine :  États-Unis
- Langue originale : anglais
- Format : couleur - 1,78:1 - son Dolby Digital
- Genre : super-héros, action et policier
- Durée : 50 minutes
- Classification : Interdit aux moins de 16 ans
  - Société de doublage :
  - Direction artistique :
  - Adaptation des dialogues : Marc Saez

## Production

### Développement
Le 12 décembre 2017, en raison du succès critique et public, Netflix et Marvel annoncent le renouvellement de la série pour une deuxième saison.
Le 18 février 2019, Netflix et Marvel annoncent dans un communiqué commun l'annulation de The Punisher et Jessica Jones, alors les deux dernières séries Marvel en production.

### Attribution des rôles
Jon Bernthal reprend le rôle de Frank Castle qu'il tenait dans la deuxième saison de Daredevil.
En février 2018, Marvel annonce que Josh Stewart, Floriana Lima et Giorgia Whigham rejoignent la distribution pour la deuxième saison.

### Tournage
Le tournage de la première saison a débuté le 3 octobre 2016 et s'est achevé le 9 avril 2017 à Brooklyn (New York).
Le tournage de la seconde saison a débuté à la fin du mois de février 2018.

## Épisodes

### Première saison (2017)
Les titres en français sont ceux fournis par Netflix sur le site officiel de la série.
Cette saison, composée de treize épisodes, est diffusée sur Netflix depuis le 17 novembre 2017.
1. 3 heures du matin (3 AM)
2. Deux hommes morts (Two Dead Men)
3. Kandahar (Kandahar)
4. Ravitaillement (Resupply)
5. Gunner (Gunner)
6. Le Traître (The Judas Goat)
7. En ligne de mire (Crosshairs)
8. Le Froid de l'acier (Cold Steel)
9. Face à l'ennemi (Front Toward Enemy)
10. La Vertu des brutes (Virtue of the Vicious)
11. Danger rapproché (Danger Close)
12. Chez nous (Home)
13. Memento Mori (Memento Mori)

### Deuxième saison (2019)
Le 12 décembre 2017, Marvel et Netflix annoncent le renouvellement de la série pour une deuxième saison. Les titres en français sont ceux fournis par Netflix sur le site officiel de la série, composée de 13 épisodes et mise en ligne le 18 janvier 2019.
1. Le Blues du roadhouse (Roadhouse Blues)
2. Se battre ou fuir (Fight or Flight)
3. Troubler l'eau (Trouble the Water)
4. Le Masque (Scar Tissue)
5. Les Valets (One-Eyed Jacks)
6. Nakazat (Nakazat)
7. Une mauvaise journée (One Bad Day)
8. Le Gardien de mon frère (My Brother's Keeper)
9. Fichu boxon (Flustercluck)
10. Le Sombre Cœur des hommes (The Dark Hearts of Men)
11. L'Abysse (The Abyss)
12. Crash (Collision Course)
13. La Tempête (The Whirlwind)

## Suite de la série
En février 2025, il est révélé qu'un Marvel Special Presentation dédié au personnage du Punisher est en production pour une sortie sur la plateforme Disney+ en 2026,. L'acteur Jon Bernthal reprendra le rôle-titre en plus d'être l'un des scénaristes du projet. Le projet est annoncé comme une suite de la série.
Brad Winderbaum, le responsable du pôle télévision et streaming de Marvel Studios décrit le scénario du programme comme : « un coup de fusil narratif, mêlant violence et émotions profondes ». L'idée lui serait venue pendant le tournage des épisodes de la série Daredevil : Born Again où le Punisher apparait. Il déclare : « Bernthal apporte une contribution incroyable à tous les rôles qu'il joue, et en particulier à Frank Castle. Et c'est un excellent scénariste. Il connaît le personnage par cœur. J'adore aussi Punisher, mais j'aime particulièrement le Punisher de Jon. L'idée qu'il soit dans le MCU et qu'il puisse apporter cela à ce vaste univers, et en particulier aux personnages plus terre à terre, est une opportunité énorme et, en tant que fan, la meilleure chose qui soit ».
Le tournage a commencé le 17 juillet 2025 à New York, sous le titre de travail Jolly Roger,. Il prend fin le 08 aout 2025. Jon Bernthal enchaine le tournage du Marvel Special Presentation avec celui du film Spider-Man : Brand New Day où le Punisher joue un rôle clé,,.

## Accueil

### Critiques
Le site d'agrégation de critiques Rotten Tomatoes donne un taux d'approbation de 67 % avec une note moyenne de 6,73⁄10 basée sur 78 critiques pour la première saison. Le consensus décrit la première saison comme un thriller d'action efficace malgré un début difficile, la seconde a eu un taux d'approbation de 60 % avec une note moyenne de 6,73⁄10 basée sur 35 critiques. Metacritic, qui utilise une moyenne pondérée, donne un score de 55⁄100, basée sur 26 critiques, indiquant des critiques "mitigées ou moyennes" pour la première saison et la seconde a eu un score de 58⁄100, basée sur 6 critiques. Le New York Times reconnait également que l’action met du temps à arriver, mais considère que The Punisher n'atteint jamais le niveau du matériau d'origine. Les critiques LA Times, Salon et AV Club sont également mauvaises. Variety donne une bonne critique de la saison, saluant la performance de Bernthal comme « homogène ». Le Hollywood Reporter considère que l'histoire racontée sur treize épisodes aurait pu être faite en deux fois moins de temps
En France, l'accueil est plus favorable, avec une note de 3,9/5 sur Allociné pour 7 critiques de presse. Ainsi, bien qu'il partage l'avis du LA Times concernant la longueur, Pierre Langlais sur Télérama, considère toutefois la première saison de The Punisher comme « un thriller crépusculaire aussi ambigu qu’efficace », « la meilleure série Marvel de Netflix depuis Luke Cage », et diffusé dans un climat particulier, peu de temps après la fusillade de Las Vegas.